# Valerio Scanu Live in Roma
Albums de Valerio Scanu
Così diverso
(20 mars 2012) Lasciami entrare
(28 janvier 2014)
Le 11 juin 2013 sort le CD+DVD Valerio Scanu Live in Roma du chanteur italien Valerio Scanu. Ils contiennent le concert qu'il a offert à son public dans la salle Sinopoli (1200 places) à l'Auditorium Parco della Musica de Rome, le 17 décembre 2012.

## Historique

Salle Sinopoli à l'Auditorium Parco della Musica à Rome où a été enregistré l'album

Durant ce concert il a chanté des chansons de son répertoire, mais aussi des covers, surtout en anglais, et des duos avec deux chanteuses, Spagna et Silvia Olari. Le projet a été entièrement financé et organisé par le chanteur et la maison d'édition récemment fondée par lui-même, la NatyLoveYou, qui devient ainsi sa maison d'édition officielle après la rupture avec son ancienne maison d'édition.  Les concerts en Live acoustique prévus pour l'été 2013 sont eux aussi gérés personnellement par le chanteur,,,,.
Le jour même de la sortie du CD+DVD "Valerio Scanu Live in Roma", le chanteur annonce la date de son prochain concert de Noël qui aura lieu le 15 décembre 2013, à Auditorium Parco della Musica de Rome, dans la salle Sinopoli, comme dans le cas du précédent concert de Noël. En simultanée est ouverte la prévente des billets.

## Liste des titres de l'album
| N° | Titres                                                                      | Covers ou chansons du répertoire de Valerio Scanu                                                  | Auteurs                                                        | Durée | duos                  |
| -- | --------------------------------------------------------------------------- | -------------------------------------------------------------------------------------------------- | -------------------------------------------------------------- | ----- | --------------------- |
| 1  | My Heart Will Go On                                                         | Covers ou chansons du répertoire de Valerio Scanu                                                  | James Horner, Will Jennings pour Celine Dion                   | 7:16  |                       |
| 2  | One moment in time                                                          | Cover                                                                                              | Albert Hammond, John Bettis pour Whitney Houston               | 4:53  |                       |
| 3  | I surrender                                                                 | Cover                                                                                              | Louis Biancaniello, Samuel Watters, pour Celine Dion           | 5:22  |                       |
| 4  | Listen                                                                      | Cover                                                                                              | Henry Krieger, Scott Cutler, Beyoncé Knowles, Anne Preven      | 3:15  |                       |
| 5  | Sentimento                                                                  | Sentimento (album de Valerio Scanu)                                                                | Alessandra Dini, Andrea Del Principe                           | 5:02  |                       |
| 6  | Ricordati di noi                                                            | Valerio Scanu (album)                                                                              | Saverio Grandi,Bungaro                                         | 2,27  |                       |
| 7  | Domani / Esisti tu / Libero                                                 | Sentimento (album de Valerio Scanu) / Valerio Scanu (album) / Parto da qui, album de Valerio Scanu | Camba, Coro / Alan Sorrenti / Luca Mattioni, Mario Cianchi     | 4:57  |                       |
| 8  | Dicitencello vuje                                                           | cover                                                                                              | Rodolfo Falvo, Enzo Fusco                                      | 2:28  |                       |
| 9  | Someone like You / Total Eclipse of the Heart / Pride (In the Name of Love) | 3 covers                                                                                           | Adele Adkins, Dan Wilson / Jim Steinman pour Bonnie Tyler / U2 | 7:26  |                       |
| 10 | All by myself                                                               | cover                                                                                              | Eric Carmen                                                    | 4:03  |                       |
| 11 | Il cerchio della vita                                                       | cover                                                                                              | Elton John                                                     | 6:58  | duo con Spagna        |
| 12 | Silent night                                                                | cover                                                                                              | Jon Bon Jovi, leader de Bon Jovi                               | 4:00  |                       |
| 13 | Happy Xmas                                                                  | cover                                                                                              | John Lennon, Yoko Ono                                          | 4:36  |                       |
| 14 | Oh, Holy night                                                              | cover                                                                                              | Adolphe Adam                                                   | 4:37  |                       |
| 15 | Santa Claus Is Coming to Town                                               | cover                                                                                              | Haven Gillespie, J. Fred Coots                                 | 3:02  |                       |
| 16 | Oh Happy Day                                                                | cover                                                                                              | chant traditionnel enregistré par Edwin Hawkins                | 6.22  |                       |
| 17 | Beauty and the Beast (offert avec téléchargement digital)                   | cover                                                                                              | Howard Elliot Ashman                                           | 4.16  | duo avec Silvia Olari |

## Liste des titres du DVD
| N° | Titres                                                                      | Covers ou chansons du répertoire de Valerio Scanu                                                                  | Auteurs                                                                                               | Durée | duos                  |
| -- | --------------------------------------------------------------------------- | --- | --- | ----- | --------------------- |
| 1  | My Heart Will Go On                                                         | Cover | James Horner, Will Jennings, pour Celine Dion                                                         | 7:16  |                       |
| 2  | One moment in time                                                          | Cover | Albert Hammond, John Bettis, pour Whitney Houston                                                     | 4:53  |                       |
| 3  | Cambiare                                                                    | Cover | Alex Baroni, Massimo Calabrese, Marco Rinalduzzi, Marco D'Angelo                                      | 4:13  |                       |
| 4  | Gli occhi negli occhi (“Giulietta e Romeo”)                                 | Cover | Riccardo Cocciante                                                                                    | 2:23  |                       |
| 5  | I surrender                                                                 | Cover | Louis Biancaniello, Samuel Watters, pour Celine Dion                                                  | 5:22  |                       |
| 6  | Listen                                                                      | Cover | Henry Krieger, Scott Cutler, Beyoncé Knowles, Anne Preven                                             | 3:10  |                       |
| 7  | Sentimento                                                                  | Sentimento (album de Valerio Scanu)                                                                                | Alessandra Dini, Andrea Del Principe, pour Valerio Scanu (album "Sentimento")                         | 5:02  |                       |
| 8  | Ricordati di noi                                                            | Valerio Scanu (album)                                                                                              | Saverio Grandi, Bungaro, pour Valerio Scanu (album "Valerio Scanu"                                    | 2,27  |                       |
| 9  | Domani                                                                      | Sentimento (album de Valerio Scanu)                                                                                | Camba, Coro, pour Valerio Scanu (album "Sentimento")                                                  | 3:44  |                       |
| 10 | Per tutte le volte che                                                      | Per tutte le volte che…, album de Valerio Scanu                                                                    | Pierdavide Carone, pour Valerio Scanu                                                                 | 3:53  |                       |
| 11 | Libera Mente / La mia coperta sul cuore / L'amore cambia                    | Così diverso, album de Valerio Scanu / Parto da qui, album de Valerio Scanu / Parto da qui, album de Valerio Scanu | Federico Paciotti, Stefano Borzi / Luca Paolo Chiaravalli, Luca Paolo Chiaravalli / Alessandro Gaydou | 2:52  |                       |
| 12 | Amami                                                                       | Così diverso, album de Valerio Scanu                                                                               | Federico Paciotti, Stefano Borzi, pour Valerio Scanu (album "Così diverso")                           | 3:52  |                       |
| 13 | Someone like You / Total Eclipse of the Heart / Pride (In the Name of Love) | 3 covers | Adele Adkins, Dan Wilson / Jim Steinman, por Bonnie Tyler / U2                                        | 4:45  |                       |
| 14 | All by myself                                                               | cover | Eric Carmen                                                                                           | 4:03  |                       |
| 15 | Go the distance                                                             | cover | Alan Menken, David Zippel                                                                             | 3:14  |                       |
| 16 | Il cerchio della vita                                                       | cover | Elton John                                                                                            | 6:58  | duo avec Spagna       |
| 17 | A whole new world                                                           | cover | Alan Menken, Tim Rice                                                                                 | 4:15  | duo avec Spagna       |
| 18 | Beauty and the Beast                                                        | cover | Alan Menken, Howard Hashman, pour Celine Dion                                                         | 4:16  | duo avec Silvia Olari |
| 19 | Silent night                                                                | cover | Jon Bon Jovi                                                                                          | 4:00  |                       |
| 20 | Happy Xmas                                                                  | cover | John Lennon, Yoko Ono                                                                                 | 4:36  |                       |
| 21 | Oh, Holy night                                                              | cover | Adolphe Adam                                                                                          | 4:37  |                       |
| 22 | Santa Claus Is Coming to Town                                               | cover | Haven Gillespie, J. Fred Coots                                                                        | 3:02  |                       |
| 23 | We Are the World                                                            | cover | Michael Jackson, Lionel Richie                                                                        | 7:00  |                       |
| 24 | Oh Happy Day                                                                | cover | chant traditionnel enregistré par Edwim Hawkins                                                       | 6.22  |                       |

## Musiciens
- Martino Onorato: piano et direction musicale
- Stefano Profazi: guitares
- Roberto Lo Monaco: contrebasse
- Alessandro Pizzonia: Batteries et percussions.
- Sara Corbò, Lucy Campeti et Daniele Grammaldo : choristes